# 陳納思
陳納思，香港前公務員，曾擔任香港駐多倫多經濟貿易辦事處處長。她曾於香港中文大學聯合書院修讀会计学。在1999年，她取得工商管理學學士學位並加入香港政府擔任政務主任。她在2015年11月2日接替盧潔瑋出任香港駐多倫多經濟貿易辦事處處長。三年任期後，她在2018年12月27日卸任予巫菀菁並返港任職。及後，她於2021年擔任運輸及房屋局助理署長時，曾因在香港立法會花費近半小時講述香港租務管制歷史而被朝野議員批評以拉布戰術拖延時間，而有關分間樓宇單位的管制建議及後亦分別被業主及租戶組織批評過於傾斜對方利益，但條例最後仍獲立法會通過。